# Roberto García Morillo
Roberto García Morillo (* 22. Januar 1911 in Buenos Aires; † 26. Oktober 2003 ebenda) war ein argentinischer Komponist.
Morillo studierte an der Escuela Argentina de Música bei Julián Aguirre, Rafael González, Juan José Castro und Ricardo Rodríguez und am Conservatorio Nacional de Música y Declamación Harmonielehre bei Floro Ugarte, Kontrapunkt bei José Gil, Komposition bei José André, Orchestration bei Constantino Gaito, Musikpädagogik bei Athos Palma und Raul H. Espoile und Bühnenkunst bei Alfonsina Storni. 1926 und 1930 nahm er in Paris Klavierkurse bei Yves Nat.
Von 1972 bis 1980 war Morillo Rektor des Conservatorio Nacional und wirkte hier ebenso wie am Conservatorio Municipal „Manuel de Falla“, am Antiguo Conservatorio Musical Beethoven und am Centro de Altos Estudios Musicales Franz Liszt als Professor für Komposition und Orchestration. Er war Mitglied der Academia Nacional de Ciencias von Buenos Aires, Vizepräsident der Unión de Compositores de la Argentina und der Asociación de Intérpretes Clásicos Argentinos sowie Präsident der Asociación Argentina de Compositores (1992–1998 und 2001–2002) und der Academia Argentina de Música (1995).

## Werke
- Berseker, Movimiento sinfónico, 1932
- Poema für Orchester, 1932
- Cuentos para Niños Traviesos für Klavier, 1932
- Tres Piezas para piano, 1933
- Conjuros für Klavier, 1933–34
- Sonata del Sur für Klavier, 1935
- Segunda Sonata für Klavier, 1935
- Cuarteto für Klavier, Violine, Cello und Klarinette, 1935–37
- Concierto para piano y orquesta, 1937–39
- Las Pinturas Negras de Goya für Violine, Cello, Flöte, Klarinette und Fagott, 1939
- Usher, Mimodrama nach Edgar Allan Poe, 1940–41
- Harrild, Ballett, 1941
- Juvenilla, Filmmusik, 1942
- Variaciones 1942 für Klavier, 1942
- Tres Pinturas de Paul Klee für Orchester, 1944
- Variaciones 1944 für Klavier, 1944
- Tercera Sonata für Klavier, 1944–45
- Esquemas für Klavier, 1946
- El tercer Huésped, Filmmusik, 1946
- Primer Sinfonía, 1946–48
- Esperanza, Filmmusik, 1949
- Primer Cuarteto, 1950–51
- El Tamarit, Kammerkantate, 1953
- Cuentos para Niños Traviesos für Klavier, 1953
- Obertura para un drama romántico, 1954
- Segunda Sinfonía, 1954–55
- Moriana, Cantata coreográfica, 1957–58
- Variaciones Olímpicas, für Orchester, 1958
- Variaciones Apolíneas für Klavier, 1958–59
- Romances del Amor y de la Muerte, 1959
- Elegía sobre el nombre Tschaikowsky für Orchester, 1959
- Cuarta Sonata für Klavier, 1959
- Tres Pinturas de Piet Mondrian für Orchester, 1960
- Tercera Sinfonía, 1961
- Música para oboe y orquesta, 1962
- Quinta Sonata für Klavier, 1962
- Tungasuka, Schauspielmusik, 1963
- La Máscara y el Rostro, Concierto coreográfico für Klavier und Orchester, 1963
- Cuarta Cantata (Cantata de los caballeros), 1965
- Música para violín y cuerdas, 1967
- Divertimento sobre temas de Paul Klee für Bläserquintett, 1967
- Serenata, homenaje a Debussy für Klavier, 1938
- Ciclo de Dante Alighieri für Violine, Horn, Klavier und Streicher, 1970
- Homenaje a Manuel de Falla für Orchester, 1971
- Quinta Cantata (Festiva), 1971
- Villancicos, Lieder, 1972
- El Caso Maillard, Oper, 1972–73
- Argentina 1860, Suite sinfonico-coreográfica, 1979–80
- Sonata de Notre Dame für Orgel, 1980
- Arkady, el mexicano, Oper, 1980–81
- Cuarta Sinfonía, 1981
- Séptima Cantata, Corrido de Leandro Rivera, 1981
- Suite Virreinal für zwei Klaviere, 1982
- Sexta Sonata (Rítmica Giocosa) für Klavier, 1982
- Rítmica Fúnebre, homenaje a Juan Carlos Paz für Klavier, 1982
- Fantasía y Fuga Real (homenaje a J. S. Bach) für Streichorchester, 1984
- Dos Sátiras, 1984
- Cuatro Líricas de A. Machado, 1985
- Tango de Plata für Violine, Cello und Klavier, 1986
- Octava Cantata (Cantata satírica), 1987
- Quinta Sinfonía (Festiva), 1987
- Décima Cantata (Tango de Plata), 1987–88
- Undécima cantata (Homenaje a García Lorca), 1988–89
- Metamorfosis sobre aires populares argentinos de Julián Aguirre, 1989